# Jefferson City, Missouri
Jefferson City este o municipalitate de ordin intâi, un oraș, capitala statului Missouri, Statele Unite ale Americii și sediul comitatului Cole. Aflat pe teritoriul a două comitate, Callaway și Cole, orașul este nucleul zonei metro Jefferson City, care acoperă ambele comitate. La data recensământului din anul 2010, populația fusese de 43.079 de locuitori. Jefferson City a fost numit după Thomas Jefferson, cel de-al treilea președinte al Statelor Unite.
Jefferson City se găsește la marginea de nord a Platoului Ozark, în partea sudică a fluviului Missouri, în apropierea centrului geografic a statului omonim, în regiunea cunoscută sub numele de Mid-Missouri. Se găsește în partea vestică a zonei viticole Missouri Rhineland, una din zonele viticole importante ale Vestului Mijlociu al Uniunii. Orașul este dominat de domul impozantei clădiri a Capitoliului statului, care se ridică pe o colină, privind spre fluviul Missouri dinspre nord. Celebrii exploratori Lewis și Clark au trecut pe la poalele acelei coline în timpul expediției lor istorice.

## Geografie
Jefferson City se găsește la coordonatele 38°38′58″N 92°12′52″V / 38.64944°N 92.21444°V (38.572954, -92.189283). GR1 Conform datelor culese de United States Census Bureau, orașul are o suprafață totală de 73,27 km2 (sau 28.3 sqmi), dintre care 70,42 km2 (sau 27.2 sqmi) este uscat, iar restul de 2,69 km2 (ori 1,1 mi2), adică 3.61%, este apă.

## Economie

### Cei mai mari angajatori
| Ordine | Entitate (Angajator)                    | Număr de angajați |
| ------ | --------------------------------------- | ----------------- |
| 1      | Statul Missouri                         | 18.203            |
| 2      | Scholastic                              | 1.500             |
| 3      | Capital Region Medical Center           | 1.450             |
| 4      | Saint Mary's Health Center              | 1.200             |
| 5      | Districtul Public Școlar Jefferson City | 1.106             |
| 6      | Wal-Mart                                | 783               |
| 7      | Banca centrală                          | 750               |
| 8      | ABB Power T&D Solutions                 | 625               |
| 9      | Jefferson City Medical Group            | 564               |
| 10     | RR Donnelley                            | 525               |

## Locuitori notabili

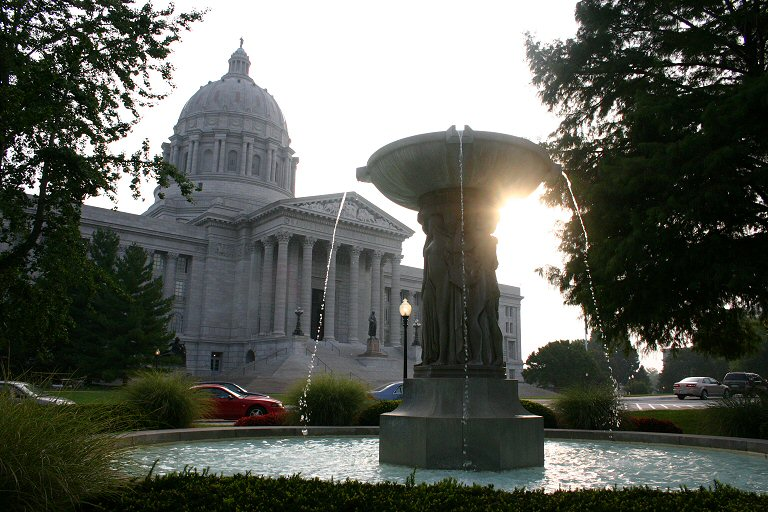
Clădirea Capitoliului statului în Jefferson City

- James T. Blair, Jr., primar al orașului Jefferson City în 1947 și ulterior guvernator al statului Missouri
- Lorenzo Greene, cadru didactic universitar la Lincoln University și pionier al dreopturilor civile
- Tom Henke, jucător de baseball, locuiește în Taos
- Jack S. Kilby, fizician, câștigător al premiului Nobel, născut în Jefferson City
- Cedric the Entertainer, actor.